# Раббі Матондо
Раббі Матондо (англ. Rabbi Matondo, нар. 9 вересня 2000, Ліверпуль) — валлійський футболіст, нападник, який грає в шотландському клубі «Рейнджерс» та національної збірної Уельсу, раніше відомий за виступами в німецькому клубі «Шальке 04» та бельгійському клубі «Серкль».

## Клубна кар'єра
Раббі Матондо народився у 2000 році в Ліверпулі в сім'ї вихідців з ДРК. Ще в дитячому віці перебрався з родиною до Кардіффа, де й розпочав займатися футболом у юнацькій команді клубу «Кардіфф Сіті», пізніше продовжив вдосконалення футбольної майстерності в юнацькій команді клубу «Манчестер Сіті».
У 2019 році права на Раббі Матондо викупив німецький клуб «Шальке 04», і в цьому ж році молодий футболіст дебютував у другій команді «Шальке 04», пізніше перейшов до сновного складу клубу, за який грав до 2021 року, та зіграв у його складі 30 матчів чемпіонату.
У 2021 році Раббі Матондо на правах оренди перейшов до англійського клубу «Сток Сіті», у складі якого провів 10 матчів. У цьому ж році на правах оренди Матондо перейшов до бельгійського клубу «Серкль» з Брюгге. Відіграв за команду 26 матчів в національному чемпіонаті.
12 липня 2022 року «Рейнджерс» оголосили про підписання чотирирічної угоди з Матондо. Він дебютував за клуб проти бельгійського «Юніон Сент-Жилуаз» у кваліфікації Ліги чемпіонів УЄФА 2 серпня 2022 року. 4 жовтня 2022 року він провів свій 5-й матч у Лізі чемпіонів УЄФА за «Рейнджерс» на виїзді проти «Ліверпуля», вийшовши на заміну. «Рейнджерс» програв гру з рахунком 0:2.

## Виступи за збірні
Раббі Матондо, хоча й народився в Англії, вибрав виступи на міжнародному рівні за збірну Уельсу, в якому він виріс та розпочав займатися футболом. 2015 року Матондо дебютував у складі юнацької збірної Уельсу, загалом на юнацькому рівні взяв участь у 9 іграх.
Протягом 2017—2018 років Раббі Матондо залучався до складу молодіжної збірної Уельсу, на молодіжному рівні зіграв у 4 офіційних матчах.
2018 року Раббі Матондо дебютував у складі національної збірної Уельсу в товариському матчі зі збірною Албанії. На початок червня 2022 року провів у складі національної збірної 11 матчів, у яких забитими м'ячами не відзначився.
| Дата       | Місто         | Господарі   | Результат | Гості             | Турнір                               | Голи | Примітки |
| ---------- | ------------- | ----------- | --------- | ----------------- | ------------------------------------ | ---- | -------- |
| 20-11-2018 | Ельбасан      | Албанія     | 1 – 0     | Уельс             | товариський матч                     | -    | 75'      |
| 20-3-2019  | Рексем        | Уельс       | 1 – 0     | Тринідад і Тобаго | товариський матч                     | -    | 71'      |
| 8-6-2019   | Осієк         | Хорватія    | 2 – 1     | Уельс             | Відбір до ЧЄ 2020                    | -    | 79'      |
| 16-11-2019 | Баку          | Азербайджан | 0 – 2     | Уельс             | Відбір до ЧЄ 2020                    | -    | 60'      |
| 8-10-2020  | Лондон        | Англія      | 3 – 0     | Уельс             | товариський матч                     | -    |          |
| 14-10-2020 | Софія (місто) | Болгарія    | 0 – 1     | Уельс             | Ліга націй УЄФА 2020-2021 - 1-й етап | -    | 46'      |
| 12-11-2020 | Суонсі        | Уельс       | 0 – 0     | США               | товариський матч                     | -    | 62'      |
| 27-3-2021  | Кардіфф       | Уельс       | 1 – 0     | Мексика           | товариський матч                     | -    |          |
| 29-3-2022  | Кардіфф       | Уельс       | 1 – 1     | Чехія             | товариський матч                     | -    | 71'      |
| 1-6-2022   | Вроцлав       | Польща      | 2 – 1     | Уельс             | Ліга націй УЄФА 2022—2023 - 1-й етап | -    | 46'      |
| Усього     |               | Матчів      | 10        |                   | Голів                                | 0    |          |

## Титули і досягнення
- Володар Кубка шотландської ліги (1):

«Рейнджерс»: 2023/24